# Abarema zollerana
Abarema zollerana är en ärtväxtart som först beskrevs av Paul Carpenter Standley och Julian Alfred Steyermark, och fick sitt nu gällande namn av Rupert Charles Barneby och James Walter Grimes. Abarema zollerana ingår i släktet Abarema och familjen ärtväxter. Inga underarter finns listade i Catalogue of Life.